# Kantar
Kantar (znanstveno ime Spondyliosoma cantharus) je morska riba iz družine šparov (Sparidae). 

## Opis
Kantar ima elipsasto, v bokih sploščeno in čokato telo temnosive ali sivo-olivne barve, ki na bokih  prehaja v sivo-srebrno in celo belo barvo. Po bokih ima vzdolžne zlate proge. V času drstitve, konec zime in v začetku pomladi, dobijo samci po glavi in telesu modrikaste proge. Glava je  kratka in topa z izstopajočimi očmi ter z izbočenimi usti, v katerih je od 4 do 6 vrst zob, ki so na prednjem delu največji. Samice imajo nekoliko bolj pravilno obliko telesa, usta pa so  manj izbočena. 
Plavuti so pri kantarju slabo razvite, kar nakazuje, da je ta riba slabši plavalec. Odrasla riba zraste do največ 60 cm in doseže največ 2,5 kg. Povprečno sicer kantar doseže manj kot pol kilograma. 
Z ostalimi ribami se ta vrsta druži rada, v jate se združujejo le v času drstitve.

## Razširjenost in uporabnost
Vrsta je razširjena na vzhodnem delu Atlantika, vse od Skandinavije do Namibije. Živi tudi v Sredozemskemin Črnem morju. Populacije kantarjev so tudi v bližini otokov Madeire, Kanarskih in Zelenortskih otokov. Razširjen je na vseh globinah, od 5 metrov, pa vse do globine 300 metrov.
Kantar je tudi prebivalec celotnega Jadrana in živi v priobalnem območju, vključno z otoki, na globini med 5 in 150 metri, najpogosteje pa se v Jadranu zadržuje med 15 in 40 metri pod površjem. Zadržuje se nad kamnitim in lupinastim dnom ter v vznožju strme kamnite obale, kjer se hrani z drugimi ribami, glavonožci, raki in raznimi talnimi nevretenčarji. S kantarjem bolj naseljena področja so predeli ob obalah zunanjih in osamljenih otokov, zlasti v Kvarnerju. Najdemo ga lahko v bližini kopnega, a se pogosteje zadržuje na odprtem morju.